# Artère angulaire
L'artère angulaire est une artère systémique paire de la tête.Elle vascularise le sac lacrymal, la paupière inférieure, la joue et le nez.

## Origine
L'artère angulaire est la branche terminale de l’artère faciale après la naissance des branches labiales et nasales..

## Trajet
L'artère angulaire est accompagnée de la veine angulaire. Elle monte verticalement dans le sillon naso-génien et le sillon naso-palpébral jusqu’à l’angle médial de l’orbite, pour vasculariser le sac lacrymal et le muscle orbiculaire de l'œil. 
Elle s’y anastomose avec l'artère dorsale du nez,  artère terminale de l’artère ophtalmique, réalisant ainsi une anastomose entre les artères carotides externe et interne.